# Muhammad Ridwan (cầu thủ bóng đá, sinh 1991)
Muhammad Ridwan (sinh ngày 26 tháng 3 năm 1991, ở Tangerang) là một cầu thủ bóng đá người Indonesia thi đấu cho Semen Padang F.C. ở Liga 1 ở vị trí thủ môn 

## Sự nghiệp

### Persegres Gresik United
Tại Indonesia Super League 2015, Ridwan gia nhập Persegres Gresik United, anh được ký hợp đồng 1 năm 

### Persib Bandung
Ridwan gia nhập to Persib Bandung thi đấu Indonesia Soccer Championship A 2016. Anh cho biết, Persib Bandung là đội bóng anh hâm mộ từ thời thơ ấu. Anh nói "Persib là một đội bóng tuyệt vời và khi tôi còn nhỏ, tôi có một ước mơ được thi đấu ở đây và cuối cùng tôi đã đạt được mục tiêu. Rõ ràng, tôi rất hào hứng để gia nhập đội bóng " 

### Semen Padang FC
Năm 2017, Ridwan gia nhập câu lạc bộ của Padang, Semen Padang F.C., trở thành cầu thủ thứ ba gia nhập Semen Padang mùa giải này 